# Гимн Восточного Тимора
Гимн Восточного Тимора — композиция «Pátria» («Отечество»). Впервые был исполнен на официальной церемонии 28 ноября 1979 года, в день, когда Восточный Тимор провозгласил независимость от Португалии, незадолго до вторжения индонезийских войск (7 декабря 1979).
После вывода индонезийских войск и окончательного обретения страной независимости 20 мая 2002 «Pátria» была провозглашена национальным гимном.
Автор музыки к гимну — Афонсу Редентор де Араужу (порт. Afonso Redentor de Araújo), автор слов — Франсишку Боржа да Кошта (порт. Francisco Borja da Costa), убитый в день начала индонезийской оккупации. В настоящее время гимн исполняется только на португальском, а версия на тетум — национальном и официальном языке — отсутствует.
- Написан: 1975
- Утверждён: 2002

## Текст
Pátria, Pátria, Timor-Leste, nossa Nação. 

Glória ao povo e aos heróis da nossa libertação.

Pátria, Pátria, Timor-Leste, nossa Nação. 

Glória ao povo e aos heróis da nossa libertação.

Vencemos o colonialismo, gritamos:

abaixo o imperialismo. 

Terra livre, povo livre, 

não, não, não à exploração. 

Avante unidos firmes e decididos.

Na luta contra o imperialismo

o inimigo dos povos, até à vitória final.

Pelo caminho da revolução.

## Приблизительный перевод на русский язык
Родина
Отечество, Отечество, Восточный Тимор, наша Родина. 

Слава его людям и героям нашего освобождения.

Отечество, Отечество, Восточный Тимор, наша Родина. 

Слава его людям и героям нашего освобождения.

Мы победили колониализм, но ныне стонем

Под игом империализма. 

Свободная земля, свободный народ, 

Нет, нет, нет эксплуатации! 

Вперед, единые, твердые, решительные,

На борьбу с империализмом,

Врагом народа, до окончательной победы.

По дороге революции.